# Liste des évêques de Dodge City
Liste des évêques de Dodge City
(Dioecesis Dodgepolis)

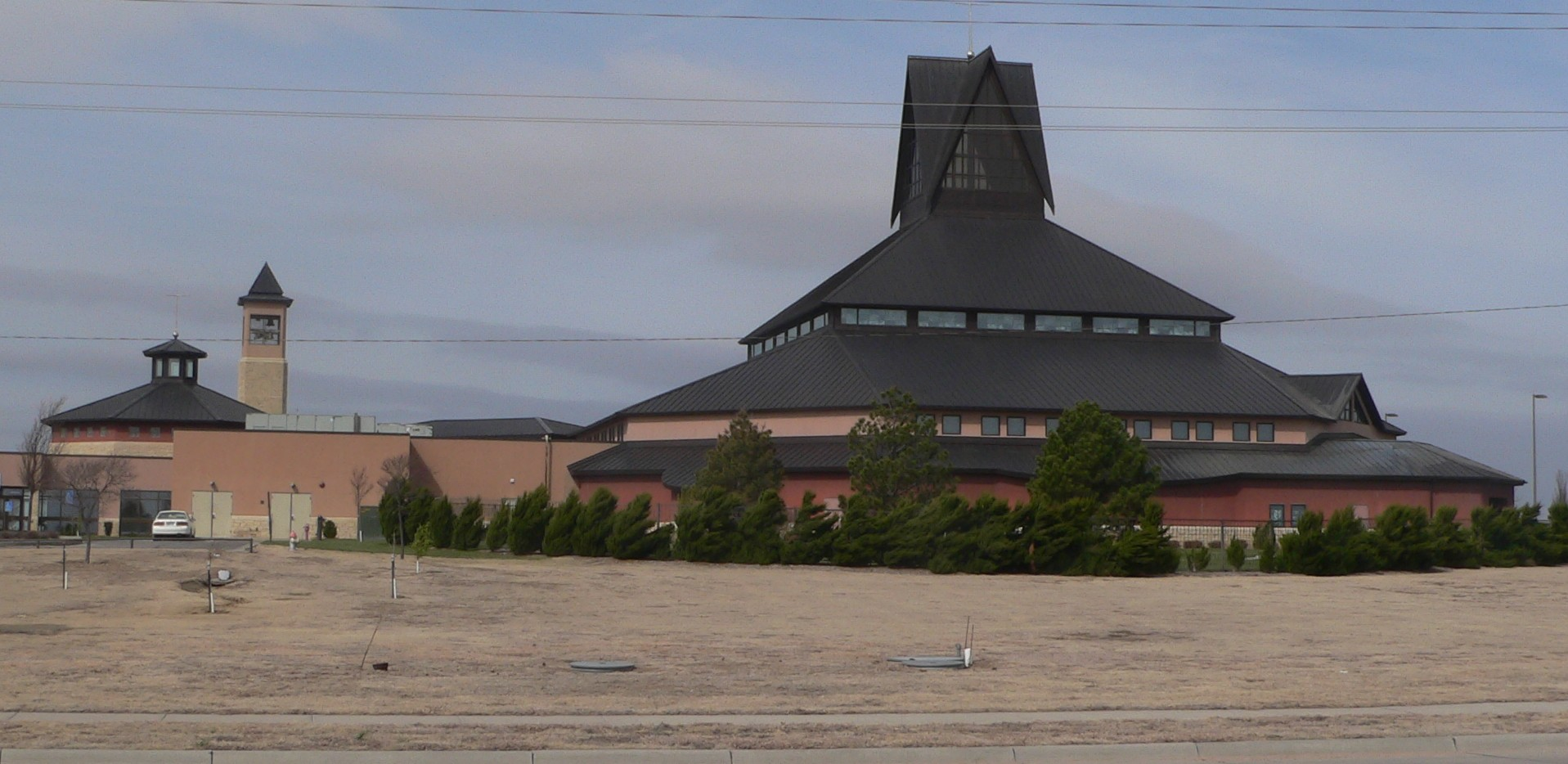
La Cathédrale Notre-Dame de Guadalupe, à Dodge city

L'évêché de Dodge City est créé le 19 mai 1951, par détachement de celui de Wichita.

## Sont évêques
- 27 mai 1951-8 août 1959 : John-Baptist Franz
- 2 janvier 1960-16 octobre 1976 : Marion Forst (Marion Francis Forst)
- 16 octobre 1976-17 novembre 1982 : Eugène Gerber (Eugène John Gerber)
- 1er mars 1983-12 mai 1998 : Stanley Schlarman (Stanley Girard Schlarman)
- 12 mai 1998-15 décembre 2010 : Ronald Gilmore (Ronald Michaël Gilmore)
- depuis le 15 décembre 2010 : John Brungardt (John Balthasar Brungardt)

## Sources
- L'ANNUAIRE PONTIFICAL, sur le site http://www.catholic-hierarchy.org, à la page